# Ана, любовь моя
«Ана, моя любовь» (фр. Ana, mon amour) — драматический фильм 2017 года, поставленный румынским режиссёром Калином Питером Нецером в копродукции с кинематографистами Румынии, Германии и Франции.
Премьера фильма состоялась 17 февраля 2017 года на 67-м Берлинском международном кинофестивале, где он принимал участие в основной конкурсной программе, соревнуясь за главный приз фестиваля — «Золотой медведь». Монтажёр фильма Дана Бунеску была отмечена там же «Серебряным медведем» за выдающиеся художественные достижения.

## Сюжет
Лента рассказывает о романтических отношениях студентов литературного факультета университета Тома и Аны, которые влюбляются друг в друга, но из-за психической болезни Аны, их отношения медленно разрушаются.